# Pogona microlepidota
Pogona microlepidota là một loài thằn lằn trong họ Agamidae. Loài này được Glauert mô tả khoa học đầu tiên năm 1952.